# Raphaël Schillebeeckx
Raphaël Raoul Schillebeeckx is een Belgische jazzgitarist en -componist, die ook in de popmuziek actief is.
Schillebeecx studeerde gitaar, harmonie en compositie aan het Berklee College of Music in Boston, en aan het Music Institute of Technology in Hollywood. Toen hij terugkeerde naar België, vormde hij  "The Raphael Schillebeeckx Quartet" en bracht twee instrumentale albums uit met zijn band: Without Side en Gingko Biloba (1999). Andere bandleden en gastmuzikanten waren Arnould Massart, Michel Hatzigeorgiou, Bert Joris, Michel Bisceglia en Carlo Mertens.
Vanaf 2004 begon hij zich meer toe te leggen op songwriting. Bekende nummers die Schillebeeckx schreef, zijn No No No (Monrose), I've Come To Life (Edita Abdieski) en Vayamundo (Belle Perez).
Als sessiemuzikant werkte hij onder meer met Johnny Logan, Viktor Lazlo, Will Tura, Johan Verminnen, Axelle Red, Helmut Lotti, Vaya Con Dios, Plastic Bertrand, Paul Michiels, Guy Swinnen, Adamo, Philippe Catherine en Bert Joris.